# Romeno lap
Un romeno lap ou plus volontiers un lap est un « nom gitan » ou « le vrai nom » que donnent certaines familles manouches allemandes et françaises à leurs enfants, par opposition au « nom français » ou « nom pour les papiers » inscrit à l'état-civil pour le prénom. Il n'est pas considéré comme un surnom mais comme le « vrai nom » de la personne qui le porte. En principe unique— aucun autre Manouche n'est censé porter le même mais en cas d'homonymie, il est impératif que le survivant en change dès la mort de son homonyme — sa raison d'être vient du repect dû aux  morts, dont il convient de ne pas citer le nom inconsidérément. Autrefois secret et réservé au seul usage des Manouches, notamment en temps de guerre où il permettait d'être distingué au sein des nombreux homonymes officiels, il tend souvent à être désormais connu par l'entourage Gadjé. Il est par construction non transmissible,.

## Unicité du nom
Même si le lap est souvent accolé au nom de famille, il ne constitue pas un prénom, mais bien le nom distinctif et unique d'une personne, se suffisant en lui-même, même si l'on a tendance à lui accoler le patronyme. Ainsi, « Django » est le nom du musicien aussi connu comme Django Reinhardt, et nul autre que lui ne s'appelle Django.Il peut exister des contre-exemples,mais cette répétitivité est très limitéee.
Il n'est pas considéré non plus comme un surnom, et peut coexister avec lui.
Certains Manouches refusent depuis quelques années de donner un lap à leurs enfants afin de ne pasles stigmatiser,dans une volont d'intégration.